# Oostzaan
Oostzaan (nederländskt uttal: [oːstˈsaːn]

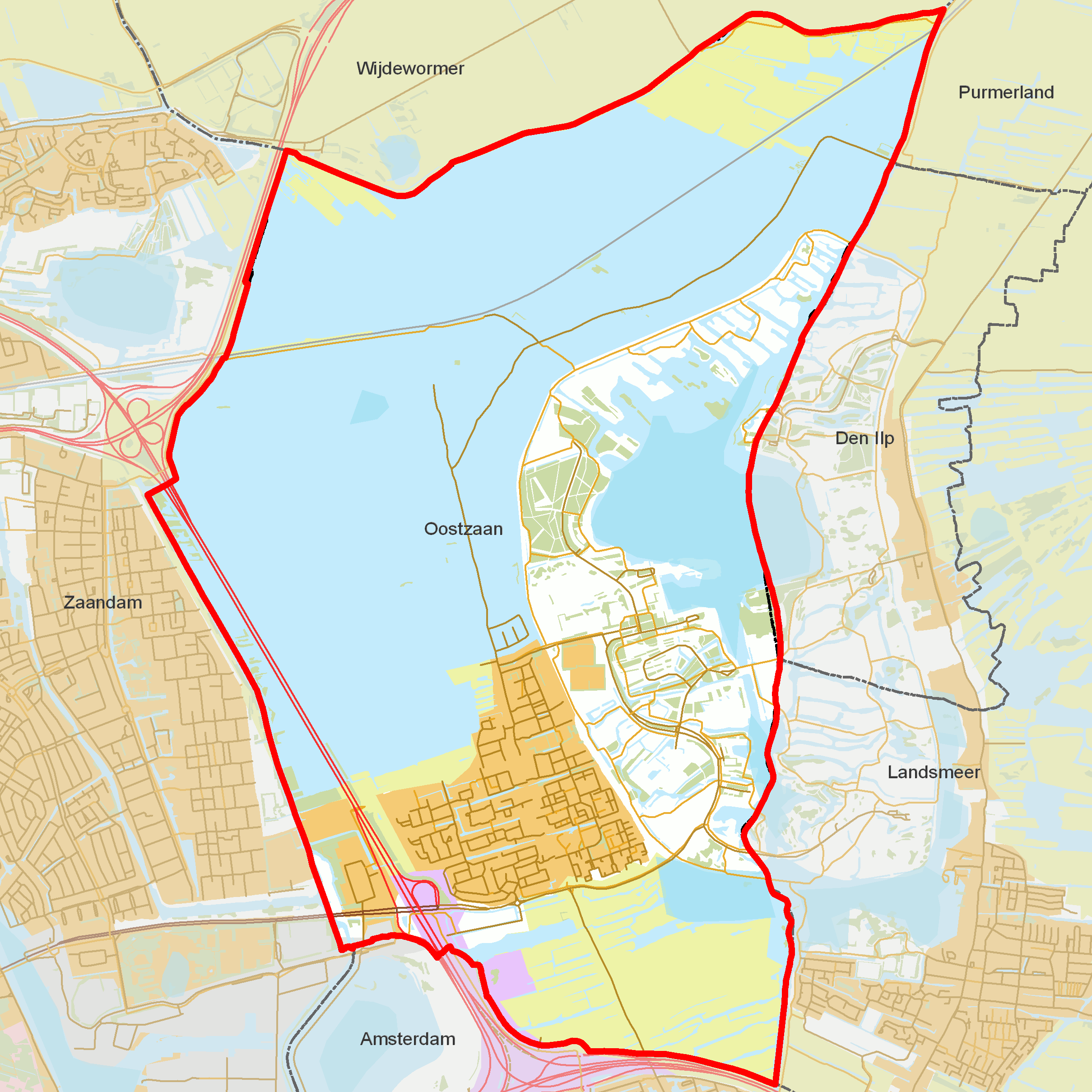
Översiktskarta över kommunen.

 ( lyssna)) är en ort och kommun i provinsen Noord-Holland i västra Nederländerna. Kommunen har 9 639 invånare (2022), på en yta av 16,08 km².